# 1938 en chimie
Cet article présente les faits marquants de l'année 1938 en chimie.

## Évènements
- Otto Hahn découvre la fission nucléaire de l'uranium et du thorium[1].
- 15 février : dans un article publié par la Physical Review, le physicien américain Isidor Isaac Rabi énonce sa découverte du phénomène de résonance magnétique nucléaire (RMN) et le mesure par une méthode de jets atomiques[2].
- 6 avril : le chimiste américain Roy Plunkett de Kinetic Chemicals dans le New Jersey découvre par hasard le polytétrafluoroéthylène, polymère commercialisé sous la marque téflon en 1945[3].
- 16 novembre : Albert Hofmann, du laboratoire « Sandoz » à Bâle (Suisse) synthétise le LSD (Lyserge Saüre Diäthylamid) dont les propriétés hallucinogènes ne sont découvertes qu’en 1943[4].
- 22 décembre : les physiciens allemands Otto Hahn, Lise Meitner et Fritz Strassmann envoient un article à la revue Naturwissenschaften pour annoncer leur découverte de la fission d’un noyau d’uranium sous un bombardement de neutrons qui donne du baryum (physique nucléaire)[5].

## Prix
- Prix Nobel de chimie : Richard Kuhn pour ses travaux sur les caroténoïdes et les vitamines[6],[7].
- ACS Award in Pure Chemistry : Paul Doughty Bartlett[8]
- Médaille Priestley : Marston T. Bogert[9],[10]
- Médaille Davy : George Barger en reconnaissance de ses recherches remarquables sur les alcaloïdes et autres produits naturels[11],[12].
- Médaille William-H.-Nichols : P. A. Levene[13]

## Naissances
- 14 février : Achim Müller, chimiste et professeur de chimie allemand.
- 15 mars : Ashok Vijh, chimiste québécois.
- 11 avril : Pierre Sinaÿ, chimiste organicien français.
- 8 mai : Pierre Deslongchamps, chimiste québécois.
- 11 juillet : George W. Flynn (mort en 2020), physicien chimiste américain.
- 27 juillet : John Mark Deutch, chimiste et fonctionnaire américain.
- 11 août : Branko Stanovnik (en), chimiste slovène.
- 3 septembre : 
  - Ryōji Noyori, chimiste japonais, prix Nobel de chimie en 2001.
  - Liliane Ackermann (morte en 2007), femme pionnière de la communauté juive de France, écrivaine, conférencière, docteur en microbiologie et docteur en sciences humaines française.
- 4 octobre : Kurt Wüthrich, chimiste suisse, prix Nobel de chimie en 2002.
- 26 octobre : Jacques Livage, chimiste français.
- 5 novembre[14] : Gloria Long Anderson, chimiste afro-américaine notamment connue pour ses actions en faveur des minorités et des femmes au sein de la communauté universitaire et scientifique[15].

## Décès
- 5 octobre[16] : Maurice Meslans (né en 1862), pharmacien et chimiste français.
- 22 octobre[17] : Robert Mond (né en 1867), chimiste et industriel britannique.

- 5 novembre[18] : Georges Urbain (né en 1872), chimiste français.